# Frank Klopas
Frank Klopas, görögül: Fótiosz "Frank" Klópasz (görög betűkkel Φώτιος «Φρανκ» Κλόπας; Prószimna, 1966. szeptember 1. – ) görög származású amerikai válogatott labdarúgó, edző

## Pályafutása

### Klubcsapatban
Nyolc éves korában Görögországból emigrált a családjával az Egyesült Államokba. Chicagoban telepedtek le és ott is kezdett futballozni. Az amerikai állampolgárságot 18 évesen kapta meg.
Pályafutását 1983-ban az Észak-amerikai labdarúgó-bajnokságban (NASL) szereplő Chicago Stingben kezdte, de egy sérülést követően kimaradt a nagy pályás csapatból. Ezt követően teremben játszott, ahol az 1986–87-es idényben beválogatták az All-Star csapatba. 1988-ban Görögországba igazolt az AÉK Athén csapatához, ahol négy szezont töltött, majd 1992-ben szerződést írt alá az amerikai labdarúgó-szövetséggel, hogy csak az amerikai-válogatottban játsszon. 1994-ben visszatért Görögországba az Apolón Zmírnisz együtteséhez az 1994–95-ös szezon hátralévő részére, illetve az 1995–96-os idényt is ott töltötte.
1996-ban visszatért az Egyesült Államokba az újonnan megalakuló MLS-be a Kansas City Wizards-hoz, ahol két szezont töltött. 1997 végén a Chicago Fire játékosa lett, mellyel 1998-ban megnyerte az MLS-t és a US Open kupát. Az 1999-es idényt követően fejezte be a pályafutását.

### A válogatottban
1987 és 1995 között 39 alkalommal szerepelt az Egyesült Államok válogatottjában és 12 gólt szerzett. Első mérkőzésére 1987. május 23-án került sor egy Kanada elleni olimpiai-selejtező alkalmával. Tagja volt az 1988. évi nyári olimpiai játékokon szereplő válogatott keretének. Részt vett a hazai rendezésű 1994-es világbajnokságon, de nem lépett pályára egyetlen mérkőzésen sem. Ezen kívül tagja volt az 1995-ös Copa Américán elődöntős és az 1996-os CONCACAF-aranykupán bronzérmet szerzett a válogatottnak is.

### Edzőként
2004 és 2006 között a Chicago Storm csapatát irányította vezetőedzőként. 2011-ben a Chicago Fire élére nevezték ki. 2013 és 2015 között a Montréal együttesénél dolgozott.

## Sikerei

### Játékosként
AÉK Athén
- Görög bajnok (4): 1988–89, 1991–92, 1992–93, 1993–94
- Görög szuperkupa (4): 1988–89

Chicago Fire
- MLS-győztes (1): 1998
- US Open Kupa (1): 1998

Egyesült Államok
- CONCACAF-aranykupa bronzérmes (1): 1996